# Groupe Brandt
Groupe Brandt SAS mit Sitz in Rueil-Malmaison bei Paris ist ein französischer Haushaltsmaschinenhersteller. Als ehemaliger Marktführer in Frankreich ist das heutige Unternehmen nach mehreren Insolvenzen und Restrukturierungen seit 2014 Teil der algerischen Cevital-Gruppe.

## Geschichte
Der elsässische Unternehmer Edgar Brandt gründete 1924 die Société des Etablissements Brandt, die u. a. in der Herstellung von Rüstungsgütern tätig war und durch die Volksfront Ende 1936 verstaatlicht wurde. Edgar Brandt investierte die Abfindungssummen und begann nach dem Ende der Volksfrontregierung wieder mit der Waffenproduktion. Während des Zweiten Weltkriegs floh er in die Schweiz. Nach dem Krieg wurde die Produktion zunehmend auf zivile Produkte umgestellt, vornehmlich Haushaltsgeräte und -utensilien (Kühlschränken, Waschmaschinen, Caravans usw.).
Im Jahr 1956 wurde das Unternehmen mit Hotchkiss zu Hotchkiss-Brandt fusioniert; es bestand eine Fabrik zur Herstellung von Waschmaschinen (SGAE Lyon) und Kühlschränken (SCOMAM Laval).
Im Jahr 1966 fusionierte Hotchkiss-Brandt mit der Compagnie Française Thomson-Houston (CFTH), welche danach in Thomson-Brandt umfirmierte. Die Geschäftstätigkeit der Gruppe in der industriellen und militärischen Elektronik wurde im Jahr 1968 mit dem Unternehmen Compagnie générale de la télégraphie sans fil (CSF) zu Thomson-CSF fusioniert. Thomson-Brandt konzentrierte sich fortan auf das Geschäft mit Haushaltsgeräten und Unterhaltungselektronik unter den Marken Brandt und Thomson.
1982 wurden Thomson-Brandt und Thomson-CSF von der neuen Regierung unter François Mitterrand verstaatlicht und unter der Firma Thomson SA verschmolzen. Innerhalb des Konzerns wurden 1987 die Geschäfte von Thomson-Brandt in der Thomson Consumer Electronic Company Division (TCE) zusammengefasst.
TCE vergrößerte sich in den 1980er und 1990er Jahren insbesondere im Bereich der Unterhaltungselektronik durch unzählige neue Aufkäufe weiterer teils sehr bekannter Unternehmen wie Telefunken, Nordmende, SABA und RCA. Der Bereich Haushaltsgeräte mit den Marken Brandt, De Dietrich und Sauter wurde 1992 an den italienischen Konkurrenten El.Fi verkauft; alle damaligen französischen Gerätemarken der Gruppe (De Dietrich, Brandt, Vedette, Thomson, Springen, Thermor) wurden in einer neuen Tochtergesellschaft, Brandt SA, zusammengelegt.
Unter dem Druck der französischen Regierung übernahm El.Fi im Jahr 2000 den beinahe bankrotten Hersteller Moulinex. El.Fi fusionierte Moulinex mit Brandt und wurde damit zu 74,3 % Eigentümer des erweiterten Unternehmens namens Moulinex-Brandt, das mehr als 20.000 Mitarbeiter hatte. In der neuen Gruppe war Brandt für Haushaltsgroßgeräte zuständig.
Schon wenig später, im September 2000, meldete El.Fi Konkurs an; die Marke Moulinex und der Bereich Haushaltskleingeräte (Mikrowellenherde, Kaffeemaschinen, Staubsauger usw.) wurde danach von SEB übernommen. Der Bereich Großgeräte (Kühlschränke, Herde, Waschmaschinen usw.) sowie Marken und Produktionsstandorte in Italien und Frankreich wurden von der israelischen Gruppe Elco übernommen. Die französische Tochter Brandt SA wurde in Elco-Brandt S.A. umfirmiert; das Unternehmen war das führende Unternehmen im französischen Markt und hatte zu diesem Zeitpunkt fünf Marken in Frankreich (Brandt, De Dietrich, Thomson, Vedette, Sauter) und drei in Italien (Ocean, SAMET und San Giorgio).
Im Jahr 2005 wurde Elco-Brandt von der spanischen Gruppe Fagor für EUR 162,5 Mio. erworben
und in Fagor Brandt umfirmiert; zum damaligen Zeitpunkt hatte die Gruppe über 940 Mio. Euro Umsatz.
Mit Schulden von rund 800 Mio. Euro, die zum Teil noch aus der Übernahme und Integration von Brandt stammten, musste Fagor im Oktober 2013 Konkurs anmelden; Anfang November erklärten auch die Töchter in Polen (Fagor Mastercook) und in Frankreich (Fagor Brandt) Insolvenz.
Ein Großteil der französischen Aktivitäten, der weitaus größte Teil der ehemaligen Fagor-Gruppe mit ca. 1200 Mitarbeitern und der Marke Brandt wurde im April 2014 von Cevital, einem algerischen Konglomerat, das vom bedeutendsten algerischen Privatunternehmer, Issad Rebrad, geführt wird, übernommen.
Unter Cevital wurde die Produktion auf zwei Standorte in Frankreich (Einbaugeräte, vor allem Herde und Öfen) und einem neuen Standort in Algerien (Waschmaschinen und Kühlschränke) konzentriert, in dem bis 2020 300 Mio. Euro investiert werden sollten, um von den niedrigen algerischen Löhnen zu profitieren und um vor allem Exportmärkte zu bedienen.

## Produktionsstandorte
Aktuelle Standorte:
- Orleans (Frankreich): Herstellung von Kochgeräten
- Vendôme (Frankreich): Herstellung von Küchengeräten und Abzugshauben
- Sétif (Algerien): Herstellung von Waschmaschinen und Trocknern

Ehemalige Standorte:
- Lyon (Frankreich): Produktion von High-End-Waschmaschinen
- Aizenay (Frankreich): Herstellung von Mikrowellenherden
- La Roche sur Yon (Frankreich): Produktion von hochwertigen Waschmaschinen, Wäschetrocknern und Geschirrspülern
- Verolanuova (Italien): Herstellung von Kühlschränken
- Nevers (Frankreich): Herstellung von Bauteilen (im Wesentlichen Motoren)
- Lesquin (Frankreich): Herstellung von Kühlschränken, Gefriergeräten und Weinschränken